# Suketu Patel
Suketu Patel es un dirigente de fútbol de nacionalidad seychelense del continente africano, actualmente cumple con los cargos de presidente del Consejo de Asociaciones de Fútbol de África del Sur (COSAFA), presidente de la Federación de Fútbol de Seychelles (FFS) y miembro de la Confederación Africana de Fútbol (CAF).

## 2013
El 6 de mayo de 2013, Patel en una conferencia de prensa afirmó que la Copa COSAFA tiene futuro, puesto que aquella competencia está ausente desde el 2009. Aduciendo que tienen los fondos necesarios para organizarla.